# Ngài hoàng đế nhỏ

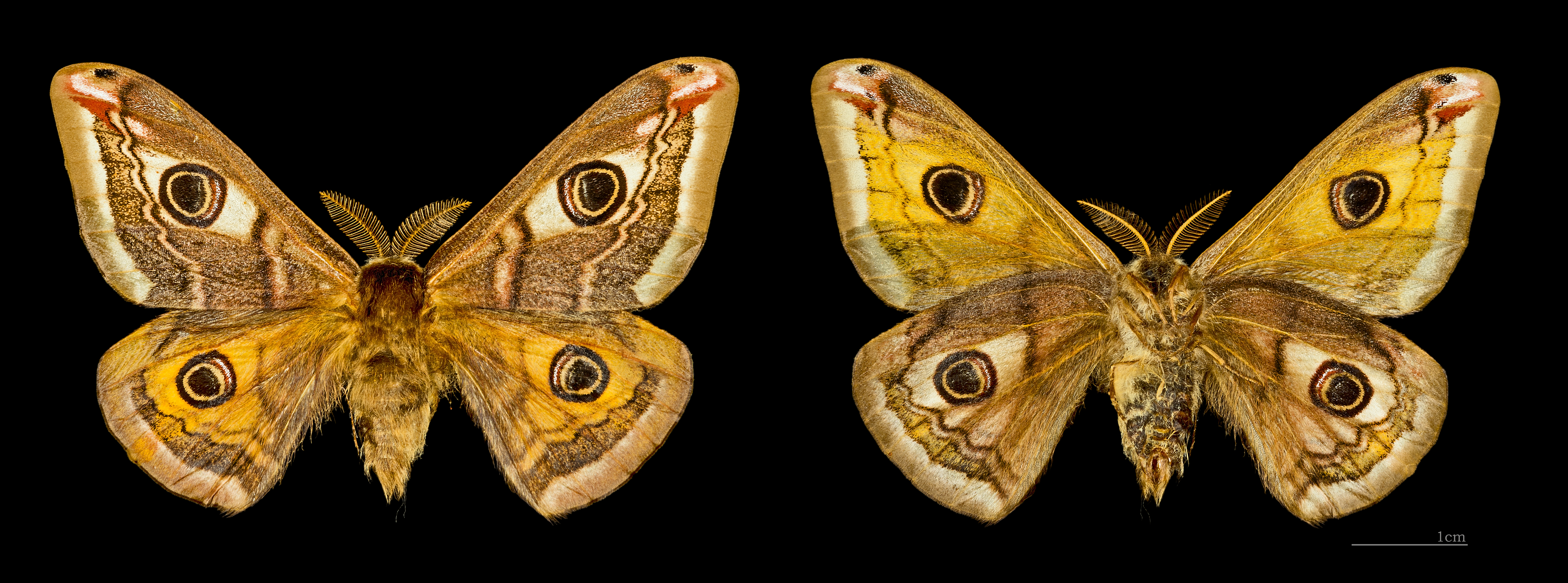
♂
♀

Ngài hoàng đế nhỏ (danh pháp hai phần: Pavonia pavonia) là một loài bướm đêm thuộc họ Saturniidae. Đôi khi nó được đặt vào chi Saturnia. Nó xuất hiện ở vùng Cổ Bắc giới và là thành viên duy nhất được tìm thấy ở British Isles.
Con đực có sải cánh khoảng 60 mm với cánh trước màu trắng và nâu.

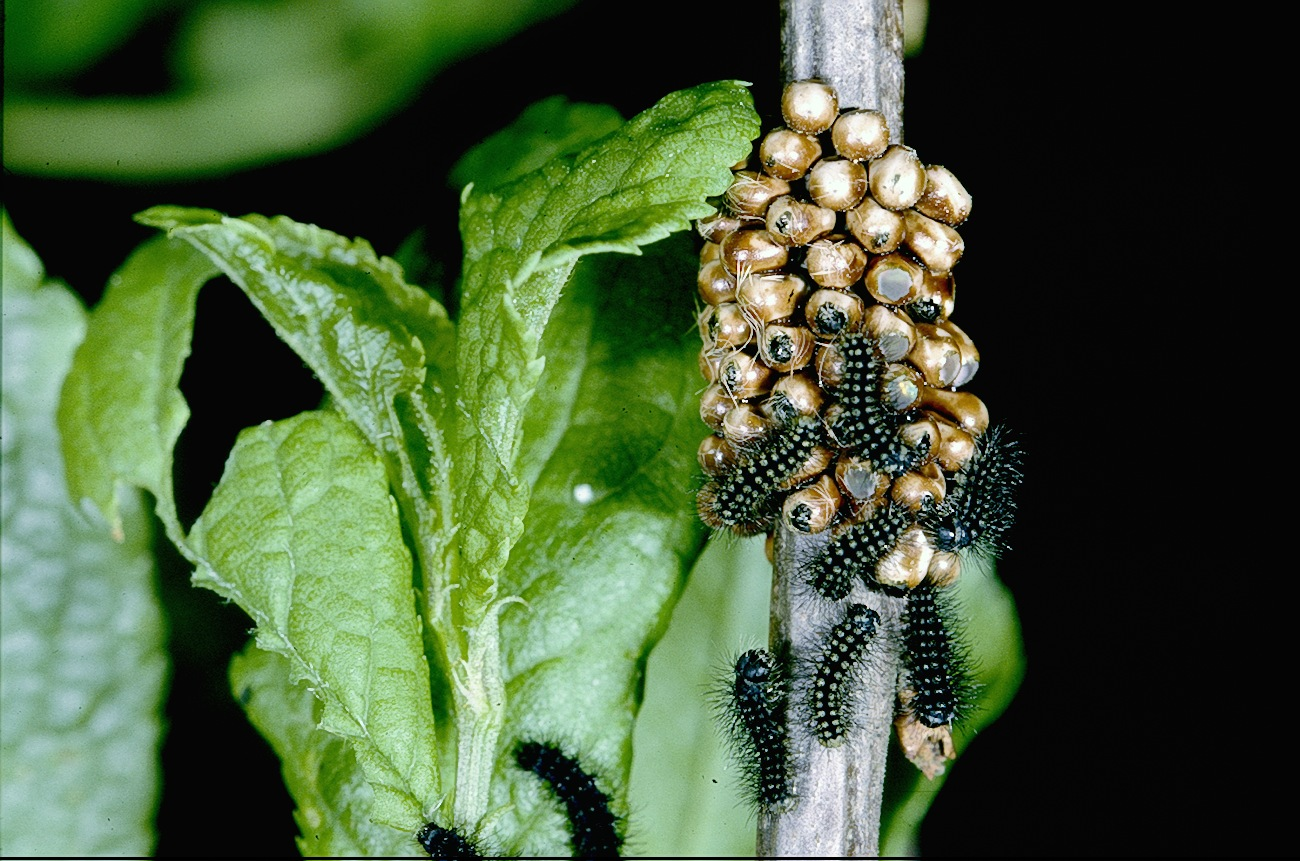
Sâu và trứng
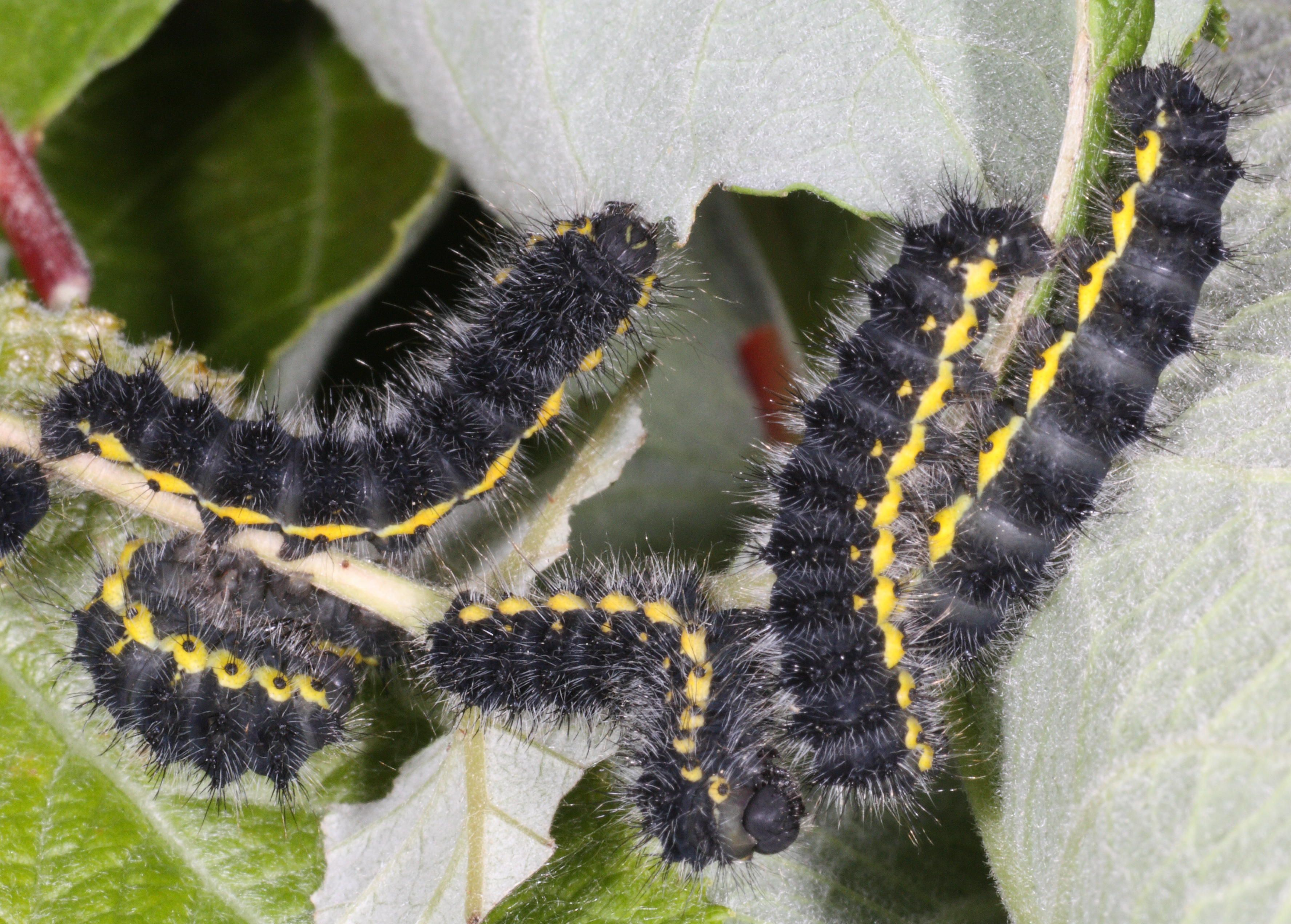
Ấu trùng trai
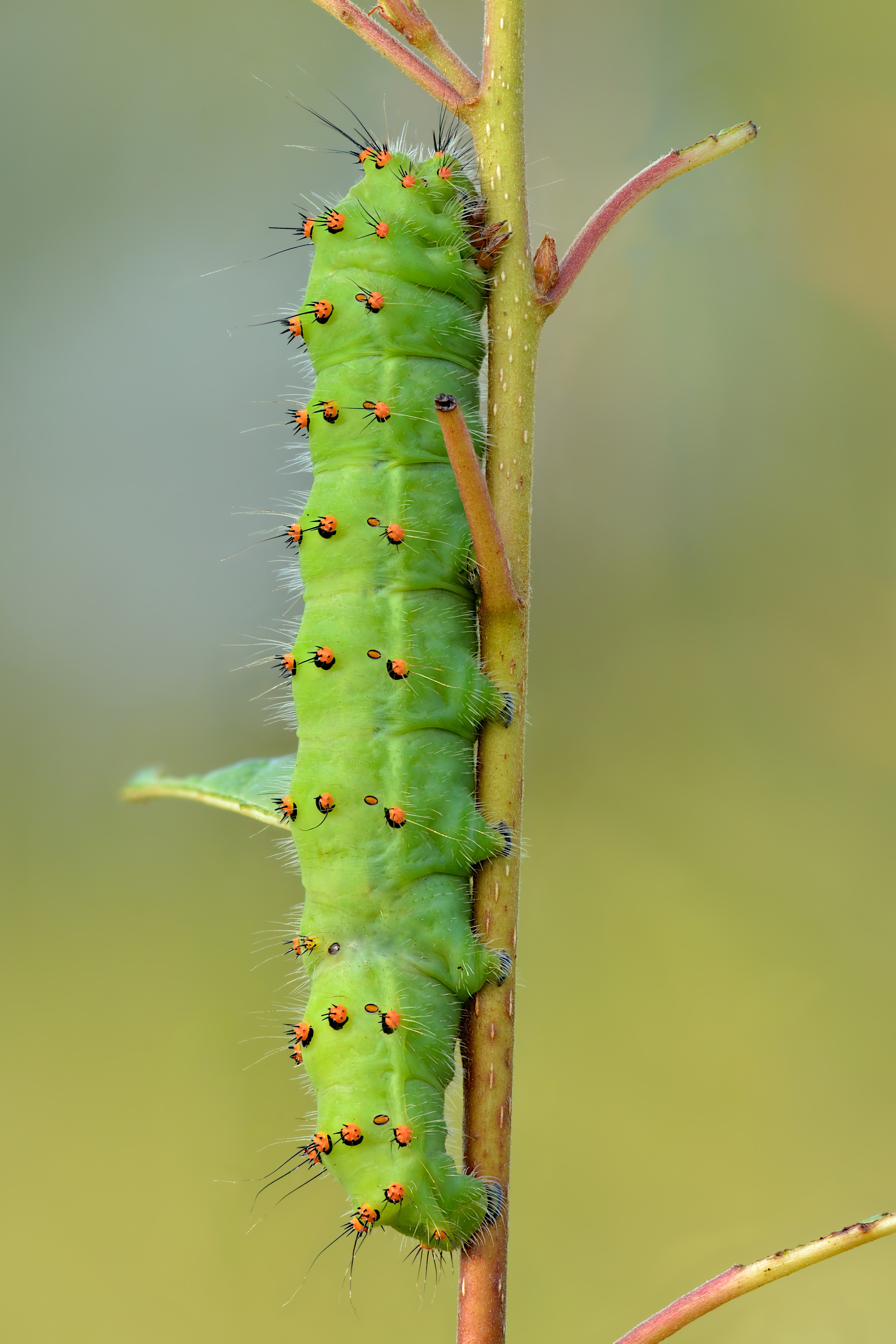
Ngài hoàng đế nhỏ
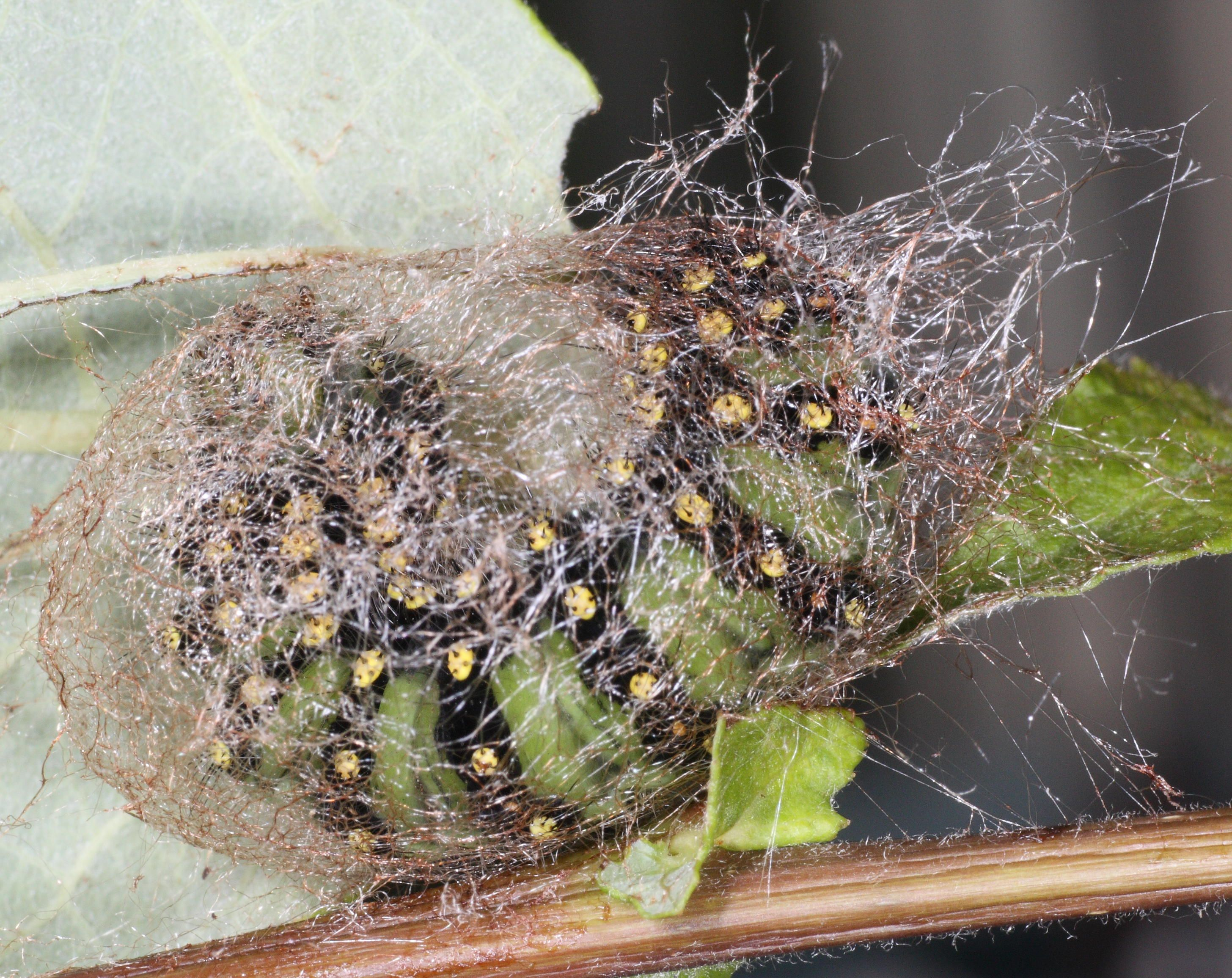
Nhộng